# Sant Joan Evangelista de Rodès

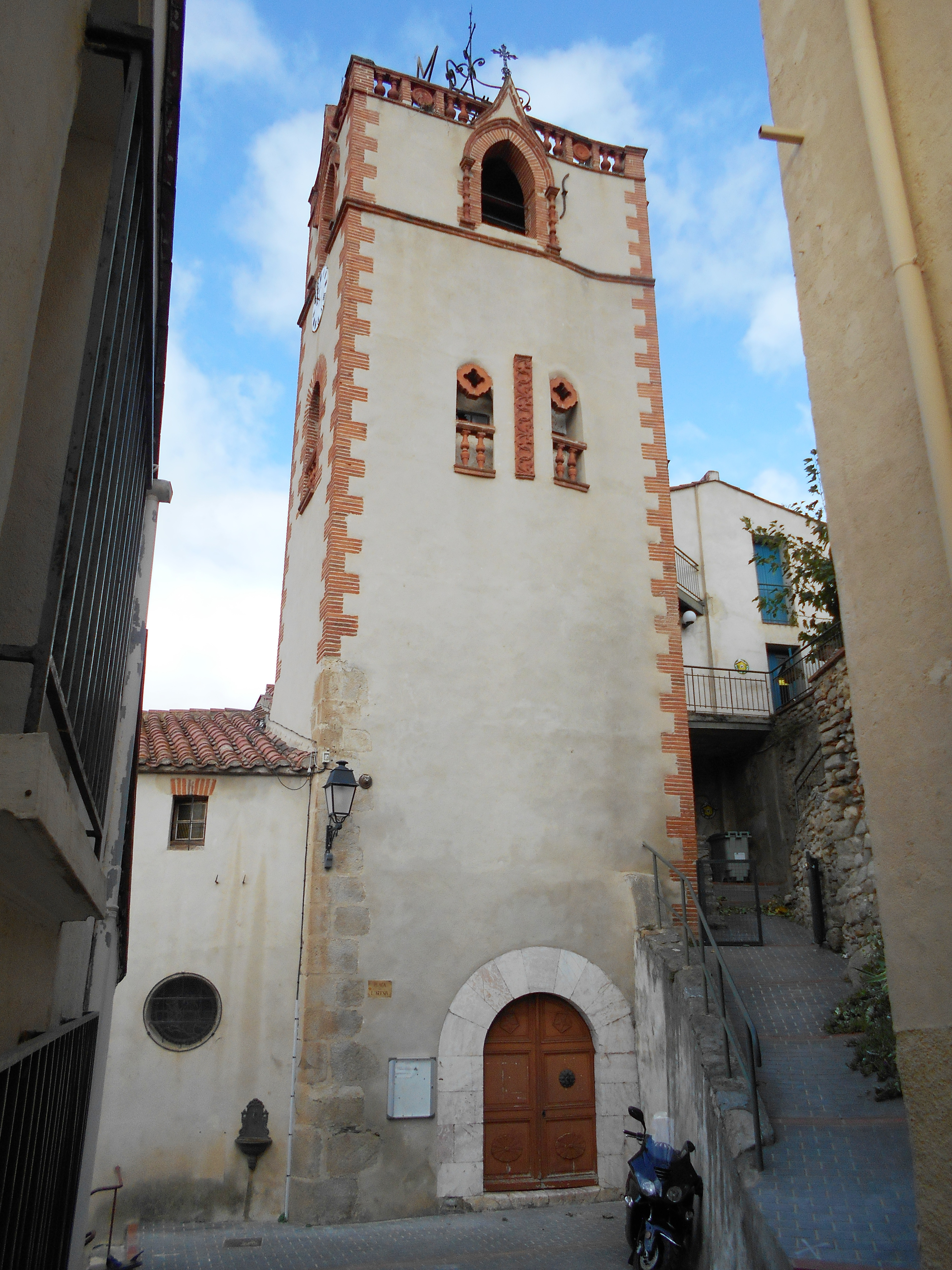
Sant Joan Evangelista de Rodès

L'església de Sant Joan Evangelista de Rodès, advocació que alguns autors atribueixen a Santa Maria, és l'església parroquial d'origen romànic del poble de Rodès, de la comarca del Conflent, a la Catalunya del Nord.
Està situada al capdamunt del poble, al final del carrer de l'Església. L'església resta totalment encaixada entre construccions, de manera que és molt difícil de veure-la bé exteriorment.